# Анте Илић
Анте Илић (Кали, 1. јануар 1929 – Нашице, 22. мај 2010) био је југословенски дипломата. Пореклом је из Далмације. Његова каријера је трајала 37 година. Учествовао је у оснивању Покрета несврстаних земаља, био је официр за везу Јованке Броз током путовања по земљама Трећег света, затим, аташе за културу у Великој Британији, први секретар амбасаде Социјалистичке Федеративне Републике Југославије на Куби, отправник послова у амбасади у Перуу, амбасадор у Венецуели, Доминиканској републици и Хаитију, начелник Десете управе за Латинску Америку и Карипску област Министарства иностраних послова СФРЈ.
Bио је веома посвећен сликарству, књижевности, археологији, те колекционарству уметничких предмета, понајвише претколумбовске, али и хаићанске наивне уметности.
Током своје дипломатске каријере, сакупио је позамашну збирку драгоцених уметничких предмета која се од марта 2022. године, налази у Музеју књиге и путовања у Београду, под именом: Легат Анте Илић  – Претколумбовска уметност.

## Биографија
Анте Илић рођен је у Калију, у Колумбији, у земљорадничкој породици, од оца Михе и мајке Добриле, који су се преселили са родног острва Виса 1926. године у долину реке Каука. Упркос изградњи фарме у околини Калија, Светска економска криза тридесетих година је приморала породицу да се врате у Далмацију 1933. године.
После неколико година, Краљевина Југославија је 1941. нападнута од стране фашистичке Италије и нацистичке Немачке. Острво Вис се тако нашло у склопу усташке НДХ и под италијанском управом. Антеов отац Михо је отворено показивао презир према окупатору и тако је доспео на црну листу локалне фашистичке управе. У лето 1943. због својих ставова и пркошењу окупаторским властима, стрељан је заједно са још 19 својих суграђана за одмазду због диверзантског партизанског напада на локалну оружарницу, приликом којег је убијен фашистички официр. Након капитулације Италије и доласка Врховног Штаба НОВЈ на Вис, млади Анте је, са мајком Добрилом и млађим братом Динком пребачен у савезнички избеглички логор Ел Шат у Египту, где су остали до почетка 1946. године.
По повратку из Ел Шата, и још док је у избеглиштву похађао школу, Анте Илић се истицао осећајем за стране језике (већ тада је течно говорио шпански, енглески и италијански језик), филозофију и књижевност.
Примљен је у Комунистичку Партију Југославије 1947, и као перспективни млади кадар упућен је 1949. на студије у Новинарско дипломатску високу школу у Београду, где је дипломирао крајем 1952. (једна од претача Факултет политичких наука) и кренуо на одслужење војног рока у Битољ.
За време студија у Београду, упознао је Драгану Туцаковић, студенткињу књижевности, пореклом из Чачка. Венчали су се 15.05.1954. године одмах након Антовог повратка из ЈНА. Добили су два сина, Миху (1955) и Миливоја (1961) које су назвали по својим покојним очевима, настрадалим током Другог светског рата.
Његова супруга је своју каријеру подредила мужу и породици, што је у великој мери допринело Антовоj успешној дипломатској каријери, протканој сликарством, колекционарством уметнина и антиквитета, писањем и поезијом.

#### Дипломатска каријера
Године 1954. Анте Илић је, након кратког службовања као новинар и спикер у Радио Југославији, конкурисао и положио испит за Аташеа-приправника у Државном (а касније Савезном) Секретаријату за иностране послове, како се у Југославији називало Министартво иностраних послова. Након пар година службовања у земљи, током којих се дошколовавао и припремао за рад у југословенској дипломатији, Анте Илић је послат 1958. године у Лондон.

###### Лондон и уметност (1958—1962)
У Лондону је радио четири године као аташе за културу у Југословенској амбасади, где се, између осталог, ангажовао на организацији и припреми изложби савремених југословенских ликовних уметника тог времена, претежно вајара и сликара, међу којима су били академски сликари Зоран Петровић, Милун Митровић, Бата Протић, вајарке Олга Јеврић и Олга Јанчић и многи други. Интервјуисао је за југословенске медије познате британске вајаре Хенрија Мура, Кенетха Армитага, и друге важне британске ликовне уметнике тог времена. Пошто је и сам био уметничка душа и бавио се сликањем и писањем, са лакоћом је склапао трајна пријатељства са многим личностима из поља културе и уметности.

###### Покрет несврстаних, Брозови и Латинска Америка (1962–1964)
Стварање Покрета несврстаних и улога Тита и Југославије у том покрету, у великој мери су обликовали југословенску дипломатију 60-их и 70-их године 20. века. Анте Илић је у периоду од 1962. до 1964. радио као официр за везу Јованке Броз и на разним другим функцијама, био члан делегација које су пратиле Тита и Јованку на путовањима у пријатељске земље трећег света, и као врстан познавалац шпанског језика и латиноамеричког поднебља, прешао је да ради у Управу за Латинску Америку Савезног секретаријата за иностране послове (ССИП).

###### Куба (1964–1968)
Године 1964. постављен је за првог секретара амбасаде СФРЈ у Хавани, на Куби. Тамо се, између осталог, бавио друштвено-политичким радом и држао је предавања широм Кубе на тему несврстаности, радничког самоуправљања и других прогресивних идеја насталих у Југославији тог времена. Ту је упознао и спријатељио се са председником Фиделом Кастром, Че Геваром и другим познатим кубанским револуционарима који су, свега неколико година раније, срушили диктатуру Фулхенсија Батисте. Са Че Геваром је једном недељно играо шах у Министарству Индустрије. У слободно време уживао је у риболову и лову са кубанским пријатељима и колегама из амбасаде. Приликом опроштаја са функције и одласка са Кубе крајем 1968. године, као страстан ловац, добио је на поклон од Фидела Кастра женку поинтера “Леду” из Кастрове личне одгајивачнице.
- Обин - Повратак са поља, део легата
- Базил - Мртва природа, део легата
- Пијер - У пољу, део легата
- Чарлс—Крај радног времена, део легата
- Александар - Адам и Ева, део легата

###### Инострани послови, Перу и уметност
Следеће две и по године Анте је наставио са радом на разним функцијама у Савезном секретаријату за иностране послове СФРЈ, а године 1971. постављен је на место Министра саветника, касније и отправника послова у Југословенској амбасади у Лими у Перуу.

Осим дипломатских послова, сарађивао је са представницима и особљем југословенског гиганта Енергопројект који су радили на чувеном систему за наводњавање Chira-Piura Архивирано на веб-сајту  (23. јун 2023) на северу Перуа, као и са многим другим људима из југословенске дијаспоре, увек са ентузијазмом представљајући СФР Југославију и доприносећи растућој глобалној репутацији своје земље. Током боравка у Перуу заинтересовао се за претколумбовску културу и уметност, и посвећено почео да сакупља грнчарију и друге предмете карактеристичне за поменуто раздобље.
- Легат Анте Илића
- Легат Анте Илића
- Легат Анте Илића
- Легат Анте Илића
- Легат Анте Илића

###### Начелник управе за Латинску Америку и Карипску област, амбасадор у Венецуели
Након повратка из Перуа, постављен је на функцију Начелника Управе за Латинску Америку и Карипску област (X Управа), на којој је остао до 1982. године,  када је именован за изванредног и опуномоћеног Амбасадора СФРЈ у Венецуели, Доминиканској Републици и Хаитију, са седиштем у главном граду Венецуеле, Каракасу. Као амбасадор СФРЈ у Венецуели, значајно је допринео ширењу сарадње између Југославије и Венецуеле и повећању робне размене између две земље, због чега му је председник Венецуеле Луис Eрера Кампинс 1984. године уручио орден Франциска де Миранде са златном лентом, највећег признања којег Венецуела може да додели страном држављанину. Као први амбасадор Југославије на Хаитију, сакупио је приватну колекцију хаићанског наивног сликарства. Већи део те колекције, као и већи део колекције ћупова и предмета претколумбовског периода из Перуа чине његов легат у Музеју Адлигат. Анте Илић је све ове предмете донео у домовину у време док је њихово изношење из државе порекла још увек било прописима дозвољено.
- Појас и различити делови тканине, део легата
- Комадићи личног прибора, део легата
- Дрвена фигурина, дрвени Туми, део легата
- Камена дволика фигура, Чавин, део легата
- Камени нож, део легата

###### Почетак краја СФРЈ и одлазак у пензију
Након повратка из Венецуеле, неколико наредних година Анте Илић наставља са радом у ССИП-у, на различитим функцијама где је његово знање и дипломатско искуство могло да буде од користи за државу. 
Анте Илић је последњи југословенски дипломата који је у децембру 1991. године  добио захвалницу Министарства за Дугододишњи предани рад и допринос спровођењу и угледу независне и несврстане спољне политике СФРЈ.
Крајем  80-их година, непуних 10 година после Титове смрти, дошло је до великих промена у светском поретку. Пад Берлинског зида, крај Хладног рата и бујање етничког национализма на југословенским просторима донели су велике промене на политичкој сцени. Схвативши да је распад СФРЈ неминован и да он лично не може више ништа да учини како би то спречио, амбасадор Анте Илић одлази у пензију крајем 1991. године. Неколико месеци касније, СФРЈ је и званично престала да постоји. Током тог бурног периода, Анте Илић је више пута позван да своје дипломатско знање и искуство стави на располагање Министарству иностраних послова новонастале Републике Хрватске, али је то сваки пут одбио, оставши веран идеологији југословенства и након распада Југославије.
Као пензионер остао је да живи у Београду. Лета је проводио у Далмацији, на Вису. Сликао је и писао.
Умро је у Нашицама у Хрватској, док је био у посети старијем сину Михи и унуку Денису. Сахрањен је у породичној гробници на Вису.

## Легат Анте Илић у Адлигату
Сто седамнаест предмета претколумбовске уметности из Перуа старих између 600 и 2800 година и 32 слике славних уметника са Хаитија поколоњене су Музеју књиге и путовања Удружења за културу, уметност и међународну сарадњу Адлигат, заједно са драгоценим документима у вези са Покретом несврстаних земаља. Његов син Мило Илић и унук Денис Илић са својим породицама поклонили су збирку коју је познати југословенски амбасадор сакупљао деценијама. Ова непроцењива збирка је јединствена и без конкуренције.
Анте Илић је неколико пута и сам учествовао у ископавањима, што сведочи о његовој љубави према уметности и колекционарству.

###### Предмети из претколумбовске ере
Део легата Анте Илића чини и 117 предмета који представљају културу народа Наска, Паракас, Чиму, Чанкај и Ламбајеке.

###### Збирка хаићанске наивне уметности
Тридесет и два рада хаићанске наиве која је сакупио Анте Илић поклоњена су Адлигату, укључујући слике светски познатих хаићанских уметника као што су Чарлс Дуфранк, Ив Лафонтан, Фернанд Пјер, Алберој Базил, Антон Монтас, Александар Грегор итд. Посебан куриозитет представља слика која показује уметнички дојам дипломатског пријема у југословенскоj амбасади у Каракасу, као и српска посуда за кајмак која се наводно хаићанском сликару толико допала, да ју је целу осликао и тиме на необичан начин повезао Србију и Хаити.
- Легат Анте Илића
- Легат Анте Илића
- Легат Анте Илића
- Легат Анте Илића
- Легат Анте Илића

###### Документација о Покрету несврстаних земаља и други важни материјали
У документацији везаној за Покрет несврстаних земаља налазе се материјали везани за припрему наступа на конференцијама несврстаних, многобројне пропуснице, дипломатски пасоши и други лични документи, десетине фотографија са пословних путовања, укључујући фотографије снимљене током путовања са Титом по Африци славним бродом Галеб.
У легату постоји и известан број других предмета, као што су оклоп ретке и сада заштићене корњаче из Карипског мора, скулптура колумбијског уметника Хуана де ла Круз Сааведре и гротескне скулптуре од блата и глине из перуанске регије Хунин.
У легату се налазе и рукописи радио-драма емитованих на Радио Београду чији је аутор Анте Илић, као и други рукописи али и његови слике и цртежи. Такође је приложена и документација везана за његов боравак у египатском логору Ел Шату где је доспео пошто је његов отац Михо Илић убијен на Вису због подршке партизанском покрету.

У приложеној документацији налази се и грађа о Драгани Илић, Антеовој супрузи.
- Легат Анте Илића
- Легат Анте Илића
- Легат Анте Илића
- Легат Анте Илића